# Urbano Noris
Urbano Noris là một đô thị và thành phố ở tỉnh Holguín của Cuba.

## Thông tin nhân khẩu
Năm 2004, đô thị Urbano Noris có dân số 43.892 người. Diện tích là 846 km² (326,6 mi²), với mật độ dân số là 51,9người/km² (134,4người/sq mi).